# Булл, Чарлз
Чарлз Харри Булл (англ. Charles Harry Bull, 29 March 1909 — 28 May 1939) — английский спортсмен, игрок в крикет и в настольный теннис, призёр чемпионатов мира.

## Биография
Родился в 1909 году в Луишеме. В 1928 году, в возрасте 18 лет, вошёл в состав сборной Англии по настольному теннису и завоевал серебряную и две бронзовые медали на чемпионате мира; в последующие годы он также несколько раз завоёвывал медали чемпионата мира.
В конце 1920-х увлёкся крикетом, играл сначала за клуб графства Кент, затем (в 1930-х) за клуб графства Вустершир.
В конце мая 1939 года команда Вустерширского клуба крикета отправилась в Челмсфорд для матча против команды клуба графства Эссекс. В воскресенье 28 мая был выходной, и Чарлз Булл отправился с друзьями поиграть в гольф. Когда они в тёмное время суток возвращались на машине в отель, их водитель был ослеплён фарами встречной машины, и их автомобиль на скорости 45 миль в час врезался в остановившийся на обочине для ремонта грузовик. В результате аварии Чарлз Булл погиб.